# 鳳尾蘭
鳳尾蘭（学名：Yucca gloriosa）又稱美國波羅花、凤尾丝兰，为天门冬科、龍舌蘭亚科、絲蘭屬下的一个种。

## 扩展阅读
- 維基物種上的相關：美國波羅花